# ليت 3
ليت 3 هي فرقة روك كرواتية من مدينة رييكا تأسست عام 1987، مثلت كرواتيا في مسابقة الأغنية الأوروبية 2023.

## روابط خارجية
ليت 3 على موقع ميوزك برينز (الإنجليزية)
- ليت 3 على موقع أول ميوزيك (الإنجليزية)
- ليت 3 على موقع ديسكوغز (الإنجليزية)